# Zalewo
Zalewo (Duits: Saalfeld) is een stad in het Poolse woiwodschap Ermland-Mazurië, gelegen in de powiat Iławski. De oppervlakte bedraagt 8,22 km², het inwonertal 2163 (2005). Tot 1945 hoorde de stad onder de naam Saalfeld bij Duitsland.

## Geschiedenis

### Middeleeuwen
In 1225 riep Hertog Konrad I, die zich tegen de Pruisen onvoldoende teweer kon stellen, de Duitse Orde te hulp en stelde aan hen als beloning het land rond de Weichselbogen, het latere Kulmer Land, ter beschikking. De Duitse Orde onderwierp de Pruisen en verschoof de grenzen van het land van hun Orde steeds verder naar het oosten. Daarbij werden burchten en steden gesticht. Zo ontstond Christburg in 1288.
In 1299 werd het gebied bij de Ewing-See voor bewoning vrijgegeven, de schout Jacob kreeg van de commandeur van de Duitse Orde Heinrich Zuckschwert de opdracht, een nederzetting te stichten. Deze noemde hij Saalfeld naar de Duitse immigranten, die uit het Thüringische Saalfeld en omgeving afkomstig waren. In 1305 gaf de commandeur Sieghard von Schwarzburg de plaats beperkte stadsrechten, inhoudende het recht om de nederzetting met een wal en gracht te beschermen. Op 21 december 1320 gaf commandeur Luther von Braunschweig meer rechten, die tevens als vernieuwing van de eerdere rechten gold. De laatste rechten, uitgevaardigd door commandeur Günther von Schwarzburg op 25 april 1334, bevestigde alle vroegere rechten en zegde de stad nu de volledige stadsrechten toe.
Vanaf 1320 begon de bouw van de stad. Eerst werden fundamenten voor een versterkte kerk aangelegd, daarna ontstonden de stadsmuren. De stadsmuren vormden ongeveer een kwadraat van 8,4 hectare met in het midden een groot marktplein van 90 bij 90 meter. De ongeveer 3,50 meter hoge muren werden van veldkeien en bakstenen gebouwd en van torens voorzien. De muur had twee poorten, de Pruisische Markerpoort in het westen en de Mohrungerpoort in het oosten. In het westen kwam de Ewing-See tot aan de stadsmuur, de andere drie zijden waren met een gracht omgeven.
Onder Oppermeester Winrich von Kniprode van de Duitse Orde trad een bloeiperiode van handel en nijverheid aan, die in 1395 haar hoogtepunt bereikte en tot aan de oorlog met Polen duurde. In de stad, die toendertijd circa  700 inwoners had, waren wel 20 vleesbanken, 20 schoenenbanken en 16 broodbanken.
In 1409 kwam het tot een oorlog tussen de Polen en de Duitse Orde. Na de veldslag bij Tannenberg nam de invloed van de Duitse Orde sterk af. Tijdens de zo genoemde Hongeroorlog verwoesten in 1414 Poolse troepen de omgeving van Saalfeld. De stad had zich amper hersteld hiervan of de dertien-jarige oorlog brak uit (1454–1466) tussen de Pruisen en de Duitse Orde. In 1455 werd Saalfeld door de Pruisen volledig platgebrand. Na de Tweede Thorner vrede en de daaraan verbonden nieuwe grensvaststelling lag de stad direct aan de grens met Polen, wat een geïsoleerde positie gaf en negatief uitpakte op de stadsontwikkeling. De Pest stopte ook niet voor Saalfeld en kostte veel doden. Omstreeks 1475 kwamen nieuwe immigranten uit Duitsland en daarmee kwam de wederopbouw op gang.
In 1480 werd er in het noordoosten van de stad een Fransiscanerklooster gesticht (Klooster van de blote voeten); dat tot in 1527 heeft bestaan en toen wegens de reformatie werd opgeheven. De stenen van het gesloopte klooster werden deels voor het onderhoud van de Burcht Pruisisch Mark gebruikt. Volgens de legende zouden de kloosterkelders onderaards met de kerk verbonden zijn geweest.
In het verdrag van Krakau werd Staat van de Duitse Orde in 1525 in het Hertogtum Pruisen omgezet. De Oppermeester en nu Hertog Albrecht verkreeg het als leengoed van zijn oom, de Poolse Koning Sigismund I. Dit Hertogdom werd in de Samländische, Natangische en Oberländischen regio ingedeeld. Regiostad van de Oberländische regio werd tot 1752 Saalfeld. Na de opheffing van het katholieke bisdom Pomesanien in 1587 richtte Markgraaf Georg Friedrich in Saalfeld de Oberländische Evangelische Kerkenraad in, dat tot 1751 bestaan heeft. In 1587 werd in Saalfeld naast Lyck und Tilsit een vorstelijke school gesticht, die tot het eindexamen leidde. Deze school heeft bestaan tot 1805. In de 16e eeuw kwamen meer immigranten, vooral van van evangelisch geloof, die in het katholieke koninkrijk Polen vervolgt werden. Bovendien kwamen er verarmde boeren bij, die in de Poolse adelsrepubliek geen toekomst zagen. Toen ontstond de Poolse plaatsnaam Zalewo door aanpassing van de naam Saalfeld aan de Poolse taalgewoonten en door beïnvloeding van het Poolse woord Zalew (stilstaand water). De Poolse plaatsnaam werd na 1945 door een commissie van naamswijziging vastgelegd.

### 1600 - 1813
In 1626 werd het Hertogdom Pruisen in de Zweeds-Poolse Oorlog betrokken. In 1628/29 bezette de Zweedse koning Gustav II Adolf Saalfeld. Na de Vrede van Stuhmsdorf (tegenwoordig Sztumska Wieś) van 1635 kwam er een kortdurende vrede over het land. In 1655 werd Polen opnieuw door de Zweden onder leiding van Karl X Gustav aangevallen, weer trokken de troepen door Saalfeld. Pas na de Vrede van Oliva in 1660 heerste er rust. De stad was geruïneerd, stadsmuren, poorten en huizen vernietigd. Amper was de stad weer opgebouwd, viel ze ten prooi in 1688 aan een grote brand, waarbij het raadhuis en de gehele binnenstad opnieuw vernietigd werden. Vijf jaren later was de stad weer opgebouwd, maar in 1701 begonnen de gevechten weer om de macht rond de Oostzee. Met de oorlog werd de stad ook door de ziekte de pest weer bezocht, die duurde van 1704 tot 1710, waardoor 702 inwoners stierven en slechts 7 overleefden.
De wederopbouw van de stad werd door Friedrich Wilhelm I via belastingvrijstelling en hulp bij het herbouwen bevorderd. In 1726 had de stad al weer 139 huizen en 199 inwoners. In 1752 verloor de stad door een nieuwe regio-indeling haar rang. Saalfeld werd vanaf dat moment alleen maar een stad in de regio Mohrungen. In de Zeven-jarige oorlog (1756–1763) was Saalfeld tijdelijk door de Russen bezet. Nieuwe pech kwam 1767 – 1773 toen vele inwoners aan de pokken stierven.
In 1713 werd Saalfeld garnizoensstad. Eerst lagen in de stad twee eskadronen van het Cavelarie-Regiment Von Geßler, soms ook een eskadron van het Kürassier-Regiments Nr. 1 Von Wrangel. Daarna kwamen twee eskadronen van het Kürassier-Regiments Nr. 4, later de staf en een eskadron van het Dragoner-Regiments Nr. 4 Von Rosepusch met een eskadron van het Kürassier-Regiments Nr. 5 (1819–1852). Tot 1859 bleef een eskadron van het Ulanen-Regiments Nr. 8 in de stad, de laatste eenheid was een batterij van de veldartillerie. De hoofdwacht bevond zich tot 1852 in het oostelijke deel van het raadhuis. De paardenbaan werd op de latere Stationsstraat aangelegd, de paardenstallen stonden in de Pruisische Marker voorstad en de exercitieplaats lag op het grondgebied van de herenboerderij Ebenau (heute Półwieś). In 1866 werd het garnizoen opgeheven.
Sinds 1806 voer Pruisen oorlog tegen het Frankrijk van Napoleon. In januari 1807 trokken de eerste Fransen troepen Saalfeld binnen, in februari waren er gevechten. Een Franse officier verhinderde gelukkig de plundering van de stad. Saalfeld bleef 32 weken onder Franse bezetting, gedurende deze tijd hadden ze hun ziekenhuis in de stad en de kerk diende als meelmagazijn. Bij een Typhus-epidemie stierven 300 Fransen en 145 inwoners. Op 6 juni trok Napoleon, komend van slot Finckenstein (tegenwoordig Kamieniec), de stad binnen en verbleef een nacht bij belastinginspecteur Glaser (Markt 52). Na de nederlaag in Rusland vluchten de resten van zijn Grande Armée door de stad.

### 1813 - 1939
Bij de zelfbewapening van de provincie Oost-Pruisen voor de bevrijdingsstrijd tegen de Fransen, die zonder bevel van de koning Friedrich Wilhelms III in februari 1813 begon, gingen de laatste gelden van Saalfeld naar de uitrusting van de Landwehrsoldaten. In 1816 kwam er een joodse gemeente in Saalfeld. De 46 personen van deze gemeente bouwden in 1838 met behulp van de kooplieden Rosenbach en Laserstein een gebedshuis in de Gevangenissteeg. In 1844 werd dat vergroot tot een synagoge. 
In 1831 heerste de uit Polen afkomstige cholera, met 66 doden als gevolg. Die besmettelijke ziekte keerde in 1849 en 1855 weer terug in de stad. In 1852 had Saalfeld 2.148 inwoners. Een typhus epidemie trad in 1868 op, waaraan 119 burgers stierven.
Rond 1840 verbeterde de economische toestand van de stad. Een kantoor van Domeinen kwam hier in 1847, welke voor het beheer van de omliggende goederen van de staat verantwoordelijk was. Hieronder vielen ook 57 omliggende dorpen. Deze dienst bleef hier tot 1874. In 1852 werden de hogere en basisschool samengevoegd tot een algemene stadsschool. Daarnaast werd er in 1854 een privé-school voor meisjes gesticht. In 1852 brandde het raadhuis volledig af en daarmee een deel van het stadsarchief. Het raadhuis werd niet meer opgebouwd. Voor de nabestaanden van de typhus-epidemie werd een wezenfonds ingesteld en in 1870 werd het weeshuis geopend. Deze werd in 1878 omgevormd tot een oude mannenhuis, dat tot in 1945 bestond. Saalfeld werd de zetel van een koninklijke rechtbank voor de stad en de 12 kerkdorpen, onder het Landgerecht in Braunsberg. In 1883 werd het pand van de  Keizerlijke Post betrokken. In de nacht van 11 op 12 oktober 1898 brandde het gerechtsgebouw in de Kloosterstraat af. De net opgerichte brandweer kon de aangrenzende huizen redden. Op het plein werd in 1901 een nieuw gerechtsgebouw met een gevangenis neergezet.
Vooral voor de economie was de bouw van straten en spoorbanen belangrijk. Volgende trajecten werden van Saalfeld uit aangelegd: 1854–1859 naar Maldeuten (heute Małdyty) und Mohrungen, 1896–1896 naar Rosenberg, 1899–1903 naar Preußisch Mark (heute Przezmark) und Christburg en in de periode 1901–1904 naar Liebemühl. In 1891 begon de bouw van het spoor Elbing–Saalfeld–Osterode–Hohenstein, in het jaar 1892 werd het station opgeleverd. Het gehele spoorcomplex werd op 1 september 1893 feestelijk geopend. Tegen het einde van de 19e eeuw had Saalfeld een tegelbakkerij, een kaasfabriek, looierijen en ververijen, en de Rijksbank had een warendepot in de stad. In 1902 werd het stedelijk elektriciteitswerk in bedrijf genomen, waarmee de stad elektrische straatverlichting kreeg.
Op 2 september 1905 vierde de stad feestelijk haar 600-jarig jubileum. Daarvoor liet men een speciale medaille met het stadswapen slaan. De stad had op dat moment 2.587 inwoners, waarvan 2.436 evangelisch, 72 katholiek en 69 van joods geloof.
De oorlogslasten van de Eerste Wereldoorlog waren ook in Saalfeld merkbaar. In 1914 werd nieuw papiergeld uitgegeven en in 1918 nieuwe munten ingevoerd. Ten gevolge van de eigen novemberrevolutie 1918 controleerde een soldatenraad de Burgemeester. Om rellen en chaos te stoppen, wenden de burgers zich tot de commandant van een in Saalfeld gelegerd Schuttersbataljon en organiseerde men zelf zijn bescherming. Deze eenheid hoefde echter niet ingezet te worden, omdat de oorlog voorbij was. Voor hun 200 gevallen gevallenen in de Eerste Wereldoorlog richtte men in het park een gedenkzuil op, welke door de Königsberger beeldende kunstenaar Bildhauer Professor Stanislas Cauer werd gemaakt.
In de extreme Duitse inflatieperiode van 1914 tot 1923 besloot het gemeentebestuur, eigen muntbiljetten te drukken. In 1923 bestonden er biljetten van 500.000, 1 Miljoen, 5 Miljoen en 100 miljard Mark. Oorlog, inflatie en  een slechte economie lieten de ontwikkeling van de stad stokken. In 1922 werd aan de Ewing-See een badinrichting gebouwd. In 1928 volgde ter vermindering van de woningnood, een nieuwbouwwijk aan de stadsrand bij de Elbinger straat. Er volgde een voetpad naar het station. In 1927 begon de bouw van een jaar later opgeleverde stadsschool met 16 klassen en 2 lerarenkamers met een sportzaal. Op het terrein van het oude kerkhof werd een stadspark  aangelegd, waarbij vooral de eigen ondernemers meehielpen. Tot de belangrijkste bedrijven van de stad behoorden: de Raiffeisen-graanloods, de melkerij, twee stoommolens, de leerfabriek Robert Schulz, de landbouwmachinenfabrieken Dieser en Stinner, een tegelbakkerij en meerdere zagerijen.
Na de regeringsovername van de NSDAP in 1933 waren de leden van die partij ook in Saalfeld zeer aanwezig. De rellen bereikten hun hoogtepunt met de vernietiging van de synagoge in de Kerkstraat, die door brandstichting in de zo genoemde Rijkskristallnacht vernietigd werd. De brandweer werd bij deze brand bevolen alleen de buurgebouwen te beschermen, maar niet de brand zelf te blussen. De brandruine werd direct gesloopt en alle sporen van het godshuis werden opgeruimd. Na de arrestatie van de laatste 16 joden werd Saalfeld als „jodenvrij“ gemeld. In het jaar 1939 had Saalfeld 3.129 inwoners.

### 1939 - heden
Spoedig na de Duitse inval in Polen in de herfst van 1939 en daardoor het begin van de Tweede Wereldoorlog, werden bijna alle weerbare mannen van de stad opgeroepen. Voor de inval van Duitsland in Rusland in 1941 lag een bataljon Infanterie-Regiment 3 in de stad, daarna pantserjagers uit Niedersachsen. Toen het Rode leger van de Russen de stad naderde in 1944, werden de resterende mannen voor de vestingbouw en Volkssturm opgeroepen. Pas  toen het front al bij Osterode verliep, werden voorbereidingen voor de ontruiming van de stad getroffen. Op 21 januari 1945 werd de bevolking opgeroepen, de stad te verlaten; men probeerde nog aan de Russische legers te ontkomen. De straten naar het westen waren echter verstopt en op 22 januari tegen 10 uur verliet de laatste trein het station. De eerste Russische tanks kwamen tegen 16.30 uur de stad in. Alle mensen in de stad werden tezamen  gedreven, de mannen op het marktplein, de vrouwen op het havenplein. Meerdere vrouwen zijn verkracht, talrijke mannen doodgeschoten. Daarna trokken de Russen verder. De volgende dag 23 januari, kwamen opnieuw Russische troepen in de stad, plunderden deze en staken de stad in brand. Alleen de kerk, de school en circa 60 huizen overleefden de brand, 75 % van de stad was vernietigd. Daarna werd in Saalfeld een Russisch militair bestuur ingesteld. Alle waardevolle spullen werden vervracht en naar het Rusland afgevoerd.
Tot 1945 hoorde Saalfeld tot de regio Mohrungen in het Regeringsdistrict Königsberg van de Provincie Oost-Pruisen van de Vrijstaat Pruisen van het Duitse Rijk. Eind mei 1945 werd de regio Mohrungen tezamen met de zuidelijke helft van Oost-Pruisen onder Pools beheer gesteld. In Saalfeld werd een Poolse beheerinstelling ingericht, die de naam van de stad officieel veranderde in Zalewo. De infrastructuur gaf de Russische commandant in juni 1945 aan deze Poolse instelling, desondanks werden nog steeds door de Russen objecten gedemonteerd en naar Rusland afgevoerd. Na de overname van de stad door de Poolse autoriteiten begon de aankomst van Poolse burgers, meestal uit gebieden oostelijk van de Curzon-linie. Voor zover de Duitse inwoners niet gevlucht waren, werden zij in de daarop volgende periode grotendeels verdreven. In juli 1945 woonden al 3.000 Polen in de regio Mohrungen.
Daar het inwonertal in de stad tot nog maar 500 inwoners gedaald was, verloor Zalewo in november 1945 de stadsrechten en werd het een eenvoudige gemeente. In 1946 werd in het gespaarde schoolgebouw een Poolse school met vier leraren en 124 leerlingen geopend. In 1947 werd een buslijn van Morąg over Zalewo naar Dzierzgoń geopend. Ook op economisch gebied waren er eerste resultaten. Het staatbedrijf voor traktoren en landbouwmachines ging  in 1946 weer aan de slag, de leerlooierij werd in 1948 weer in bedrijf genomen. Later kwamen het Staatsbedrijf voor Machines, de Post, de Bank, het Gezondheidscentrum en de Bibliotheek daarbij. De eerste woningbouwcoöperatie  in de Landgemeente Morąg werd in 1958 opgericht, die de eerste Flats in 1962 opleverde. In 1969 werd de hoofdstraat geasfalteerd.
In 1948 telde de plaats 650 inwoners, waaronder 54 oude Saalfelders, de zo genoemde autochtonen. In 1956 woonden al bijna 1.450 inwoners hier en het aantal verhoogde zich tot in 1970 op 1.960 inwoners.
In 1977 ontstonden vijf flats voor arbeiders, 1979 werden waterleidingen en riolering nieuw aangelegd. Voor de culturele ontwikkeling ontstond in 1984 het Cultuurcentrum. In 1986 verleende de Staatsraad van de Volksrepubliek Polen aan Zalewo, ingaande 1 januari 1987, opnieuw de stadsrechten. Door het oorlogsgeweld is de vroeger charmante compacte bebouwing niet meer aanwezig en staan de huizen in het oude centrum er losjes en verloren bij.  
Het is de geboorteplaats van Robert Roberthin.